# Radio Deux
Radio Deux ou Radio 2 était une radio du service public belge francophone (RTBF) à caractère régional. Elle émettait exclusivement en Wallonie dans les provinces du Brabant Wallon, Hainaut, Namur, Liège et Luxembourg.

## Histoire
La station est née le 1er octobre 1945 sous le nom de INR Bruxelles IV,. À l'époque, hormis les émissions en langue allemande (qui ne durent que 20 minutes par jour), produites à Eupen, le programme est entièrement produit en Wallonie et a son siège central à Liège.
En 1945, Radio Hainaut, Radio Liège, Radio Namur et Radio Arlon-Luxembourg sont créées. Radio Liège dessert la province de Liège, Radio Arlon-Luxembourg dessert le Luxembourg, Radio Hainaut dessert le Hainaut (avec des sièges à Mons et Charleroi), et Radio Namur dessert les provinces de Namur et Brabant Wallon. En 1954, l'INR fusionne Radio Arlon-Luxembourg avec Radio Namur.
En 1964, les trois radios régionales programment des débats régionaux sur le Deuxième Programme de la RTB. Les émissions régionales que diffuse RTB 2 sont aussi diffusées sur les deux autres chaînes francophones à partir de 1970.
En 1968, la RTB commence à diffuser le journal d'actualité régionale de Wallonie Antenne Soir à la télévision, ainsi que des informations régionales le matin sur les stations locales de RTB 2. En 1971, les Centres de Production de télévision de Bruxelles et de Wallonie (qui a son siège à Liège) sont créés. Celui de Wallonie se scinde en deux à partir de 1974: RTB Liège et RTB Charleroi-Namur-Mons.
À la radio, dès 1972, les émissions régionales de Namur se scindent à nouveau en deux: Radio Namur et Radio Luxembourg, qui restera désormais indépendante jusqu'en 1982.
Sur le modèle de France Inter Paris, Bruxelles Canal 21 est créée en 1972. Elle diffuse des émissions régionales et un relais en FM de RTB 1, tandis que les autres régions relayent RTB 2. La même année, les centres de production régionaux de la RTB commencent à diffuser des émissions matinales: Nationale 4 Matin, Liège Matin et Hainaut Matin.
De 1978 à 1986, Radio Cité est diffusée les week-ends, d'abord seulement à Bruxelles sur la fréquence de Bruxelles 21/RTBF 1 (93.2 FM). À partir de 1983, Radio 21/Radio Cité devient la quatrième station publique nationale (la cinquième en comptant Radio 4 International) et diffuse de façon indépendante sur toute la Belgique francophone.
En 1981, RTBF Hainaut crée Canal 13, station diffusée à Charleroi de façon indépendante de 1981 à 1983, puis en décrochage de Radio 21 (Radio 21-Charleroi) de 1983 à 1989. Après 1989, les programmes de Radio 21-Charleroi sont diffusés sur Radio Deux sur toute la Belgique francophone. RTBF Hainaut avait aussi projeté le lancement de Radio Picardie à Tournai, mais le projet n'a jamais abouti.
De son côté, RTBF Liège lance Radiolène à Verviers en 1982, qui devient un décrochage local de Radio Deux après 1989, et Fréquence Liège, qui diffuse sur l'agglomération de Liège de façon indépendante pendant une brève période en 1983, et devient rapidement un décrochage de Radio 21 (Radio 21-Fréquence Liège), en subissant le même destin que les autres stations locales.
Le Centre de Production de la RTBF à Namur, à son tour, crée deux stations en 1982: Fréquence 4 à Arlon (Luxembourg), qui deviendra un décrochage local de Radio Deux après 1989, et Nationale 4 à Namur, qui deviendra par la suite Radio Trafic en 1994, puis Fréquence Wallonie en 2001 et VivaCité ou Pure FM en 2004,.
Dans les années 1980, les studios centrales de Radio Une et Radio Trois sont à Bruxelles, tandis que ceux de Radio Deux sont à Mons.
En 1994, elle cède sa place à Fréquence Wallonie puis, en 2004, à la suite de sa fusion avec Radio Bruxelles Capitale, à VivaCité.